# Тезејев брод
Тезејев брод је парадокс који даје одговор на питање „Ако заменимо све делове брода један по један, да ли је то и даље исти брод?". Овај парадокс је један од најстаријих у западној филозофији, који сеже у време 500–400. п. н. е. То је уобичајена тема у области метафизике. Нека од потпитања везана за овај парадокс: Ако то није исти брод, у ком тренутку је престао да буде Тезејев брод? Ако је то исти брод, да ли би се сви уклоњени делови могли поново саставити у брод, и да ли би то био Тезејев брод?
Тезеј је био атински јунак који је ослободио његову земљу, Атину, од тешког данка.

## Историјат
Парадокс Тезејевог брода се први пут појављује као грчка легенда како је саопштио Плутарх:
„Брод којим су се Тезеј и Атињани вратили са Крита имао је тридесет весала, а Атињани су га сачували све до времена Димитрија Фалереја, јер су однели старе даске које су се распадале, стављајући уместо њих ново и јаче дрво. Тако је ово питање постало значајно међу филозофима који су се надметали тако да једна страна тврди да је то исти брод, а друга да то није исти брод."-Плутарх
О парадоксу су расправљали и други антички филозофи као што су Хераклит и Платон пре Плутархових списа, а у новије време Томас Хобс и Џон Лок. Вековима после Плутарха, Томас Хобс је увео још једну загонетку, питајући се шта би се десило да су оригиналне даске прикупљене након што су замењене и искоришћене за изградњу другог брода. Хобс је питао који од два брода, ако било који, је оригинални Тезејев брод.

## Модерна ера
Модерне верзије Тезејвог парадокса:

### Џон Лок
Џон Лок је предложио ситуацију са чарапом која је бушна. Размишљао је да ли ће чарапа остати иста након што је закрпљена довољно пута тако да оригинална чарапа буде замењена закрпама.

### Џорџ Вашингтон
Секира Џорџа Вашингтона, „секира мог деде", је предмет апокрифне приче у којој је чувени артефакт још увек „секира Џорџа Вашингтона" упркос томе што су му замењена глава и дршка.

### Жоржов нож
Француска верзија је прича о Жаноовом ножу, где су истоименом ножу сечиво и дршка мењано петнаест пута, али је и даље исти нож. У неким земљама шпанског говорног подручја, Жаноов нож је присутан као пословица, али се назива једноставно „породични нож". 

## Предложене солуције

### Хераклит
Грчки филозоф Хераклит покушао је да реши парадокс уводећи идеју о реци коју вода допуњује. Арије Дидим га је цитирао како је рекао „За оне који кроче у исту реку протиче другачија вода". Плутарх је негирао Хераклитову тврдњу о томе да је два пута закорачио у исту реку, наводећи да се то не може учинити јер се „она раздваја и поново спаја, приближава се и повлачи".

### Аристотелови случајеви
Према Аристотеловом филозофском систему, четири узрока или разлога описују ствар; ови узроци се могу анализирати да би се дошло до решења парадокса. Формални узрок или „форма" је дизајн ствари, док је материјални узрок материја од које је ствар направљена. Још један од Аристотелових узрока је коначни узрок или „крај", који представља сврху ствари. Коначни узрок Тезејевог брода би остао исти ,сврха му је и даље транспорт, иако ће се његов материјални узрок временом мењати. Ефикасан узрок је ко је направио ствар и како, на пример, како занатлије нешто израђују и склапају. У случају Тезејевог брода, радници који су прво изградили брод могли су користити исте алатке и технике да замене даске на броду. 
Према Аристотелу, „оно-што-је-ствар" је њен формални узрок, па је Тезејев брод „исти" брод, јер формални узрок, или дизајн, се не мења, иако материја која се користи за његову конструкцију може да варира током времена. На исти начин, за Хераклитов парадокс, река има исти формални узрок, иако се материјални узрок, другачија вода у реци, мења са временом. 
Валидност и исправност овог аргумента примењен на парадокс зависи од тачности премисе да формални узрок објекта није само примарни или чак једини који одређује његов идентитет или „шта-јесте", тј. да ли су претходни и следећи бродови или реке „исти" брод или река. Ова последња премиса је лако показана нетачном индиректним доказима као што су „Претпоставимо да су два брода изграђена користећи исти дизајн и постоје у исто време док један не потопи другог у борби. Јасно је да два брода нису исти брод ни пре, а чак ни после, потапања једно другог, а ипак оба има исти формални узрок. Стога формални узрок не може сам по себи бити довољан да се утврди идентитет објекта."

### Четири димензије
Тед Сидер и други предложили су да се објекти протежу кроз време као четвородимензионалне узрочне серије тродимензионалних „временски исечци" који би могли да реше проблем Тезејевог брода, јер узимајући такав приступ, сваки временски исечак и сви четвородимензионални објекти остају нумерички идентични себи, док дозвољавају појединачним временским просецима да се разликују једни од других. Горе поменута река, дакле, обухвата различите тродимензионалне временске исечке саме себе док остаје бројчано идентична себи кроз време, никада се не може ући два пута у исту реку - временски исечак, али се у исту (четвородимензионалну) реку може два пута закорачити.